# Suriname-ban történt légi közlekedési balesetek listája
A Suriname-ban történt légi közlekedési balesetek listája mind a halálos áldozattal járó, mind pedig a kisebb balesetek, meghibásodások miatt történt, gyakran csak az adott légiforgalmi járművet érintő baleseteket is tartalmazza évenkénti bontásban.

## Suriname-ban történt légi közlekedési balesetek

### 1989
- 1989. június 7., Paramaribo. A Surinam Airways légitársaság 764-es számú járata, lajstromjele: N1809E, egy McDonnell Douglas DC–8–62 típusú utasszállító repülőgép pilótahiba és egyéb repüléstechnikai okok miatt lezuhant. A gépen 187 utas és 9 fő személyzet volt. Közülük 176-an életüket vesztették és 11 fő súlyos sérüléseket szenvedett.[1]

### 2008
- 2008. április 3. 11:00, Benzdorp közelében. A Blue Wing Airlines PZ-TSO lajstromjelű Antonov An–28 típusú repülőgépe lezuhant. A gépen 17 utas volt és 2 fő személyzet. Mindannyian életüket vesztették.[2]